# Yum Jung-ah
Yum Jung-ah (염정아?; Seul, 28 luglio 1972) è un'attrice sudcoreana.

## Biografia
Nel 1991 partecipa a Miss Corea piazzandosi al secondo posto, mentre nel 1992 ottiene il terzo posto alla 32ª edizione di Miss International.

### Vita privata
Dal 30 dicembre 2006 è sposata con il chirurgo ortopedico Heo II. La coppia ha due figli: Heo Jung-hyo (nata nel 2008) e Heo Si-hyung (nato nel 2009).

## Filmografia

### Cinema
- Jjaejeu bba Hiroshima (째즈 빠 히로시마?), regia di Kim Gu-taek (1992)
- Teleoliseuteu (테러리스트?), regia di Kim Young-bin (1995)
- Tell Me Something (텔 미 썸딩?), regia di Chang Yoon-hyun (1999)
- H, regia di Lee Jong-hyuk (2002)
- Two Sisters (장화, 홍련 게임의?, Janghwa, hongnyeonLR), regia di Kim Ji-woon (2003)
- Beomjweui jaeguseong (범죄의 재구성?), regia di Choi Dong-hoon (2004)
- Yeoseonsaeng vs yeojeja (여선생 vs 여제자?), regia di Jang Kyu-sung (2004)
- Three... Extremes (쓰리, 몬스터 : 컷?, Saam gang yiLR), regia di Fruit Chan, Takashi Miike e Park Chan-wook (2004)
- Saedeu mubi (새드무비?), regia di Kwon Jong-Kwan (2005)
- Sonyeon, Cheonguk-e gada (소년, 천국에 가다?), regia di Yun Tae-Yong (2005)
- Oraedoen Jeongwon (오래된 정원?), regia di Im Sang-soo (2006)
- Yijanggwa Gunsu (이장과 군수?), regia di Jang Gyu-Sung (2007)
- Nae saeng-ae choe-ag-ui namja (내 생애 최악의 남자?), regia di Son Hyun-Hee (2007)
- Jeon Woochi (전우치?), regia di Choi Dong-Hoon (2009)
- Ganchub (간첩?), regia di Woo Min-ho (2012)
- Kateu (카트?), regia di Boo Ji-young (2014)
- The Mimic (장산범?), regia di Huh Jung (2017)
- Wanbyeokhan ta-in (완벽한 타인?), regia di Lee Jae-kyu (2018)
- Ppaengban (뺑반?), regia di Han Jun-hee (2019)
- Eojjeoda, gyeolhon (어쩌다, 결혼?), regia di Park Ho-chan e Park Soo-Jin (2019)
- Miseongnyeon (미성년?), regia di Kim Yun-seok (2019)
- Shidong (시동?), regia di Choi Jeong-yeol (2019)

### Televisione
- Woorideului Cheonkuk (우리들의 천국?) - serial TV (1990-1994)
- Iljimae (일지매?) - serial TV (1993)
- Sakwa Kkot Hyangki (사과꽃 향기?) - serial TV (1996)
- Model (모델?) - serial TV (1997)
- Yangmangui Jeonseol (야망의 전설?) - serial TV (1998)
- Hakgyo 1 (학교1?) - serial TV (1999)
- Taejo Wang Geon (태조 왕건?) - serial TV (2000-2002)
- Sunjeong (순정?) - serial TV (2001)
- Saranghanda malhaejwo  (사랑한다 말해줘?) - serial TV (2004)
- Woking Mam (워킹맘 / 워킹 맘?) - serial TV (2008)
- Royal Family (로열패밀?, Ro-yeol paemilliLR) - serial TV (2011)
- Dagchigo Kkochminambaendeu (닥치고 꽃미남밴드?) - serial TV (2012)
- Dakchigo kkonminam band (닥치고 꽃미남 밴드?) - serial TV (2012)
- Nae Sarang Nabibooin (내 사랑 나비부인?) - serial TV (2012-2013)
- Ne i-us-ui anae (네 이웃의 아내?) - serial TV (2013)
- Manyeobogam (마녀보감?) - serial TV (2016)
- Sky Castle (SKY 캐슬?, SKY KaeseulLR) - serial TV (2018-2019)

### Cortometraggi
- Twentidentity - 20mm Thick, regia di Lee Hyun-seung (2003)
- Love Potion, regia di Kim Hyun-kyu (2012)

### Doppiaggio
- Doraemon: Nobita no Takarajima (ドラえもん のび太の宝島?), regia di Kazuaki Imai (2018)

### Video musicali
- I'm Not Laughing – Leessang feat. Ali (2005)

### Musical
- La bella e la bestia (1993)

## Doppiatrici italiane
- Giò Giò Rapattoni in Two Sisters